# Подводная охота

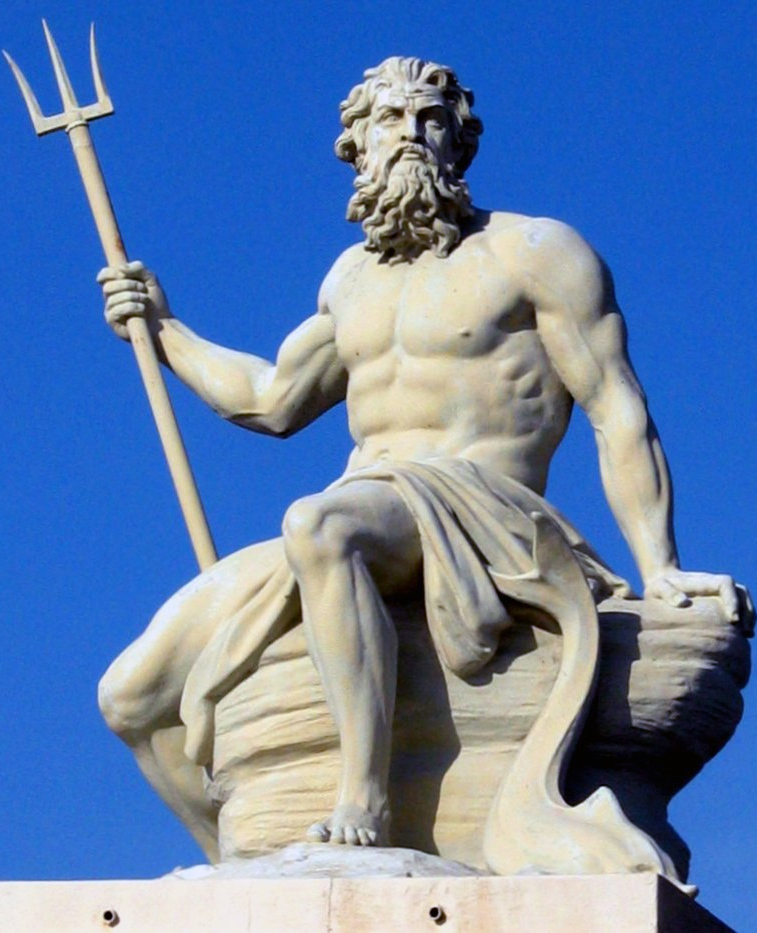
Скульптура греческого/римского Бога Посейдона/Нептуна в порту Копенгагена

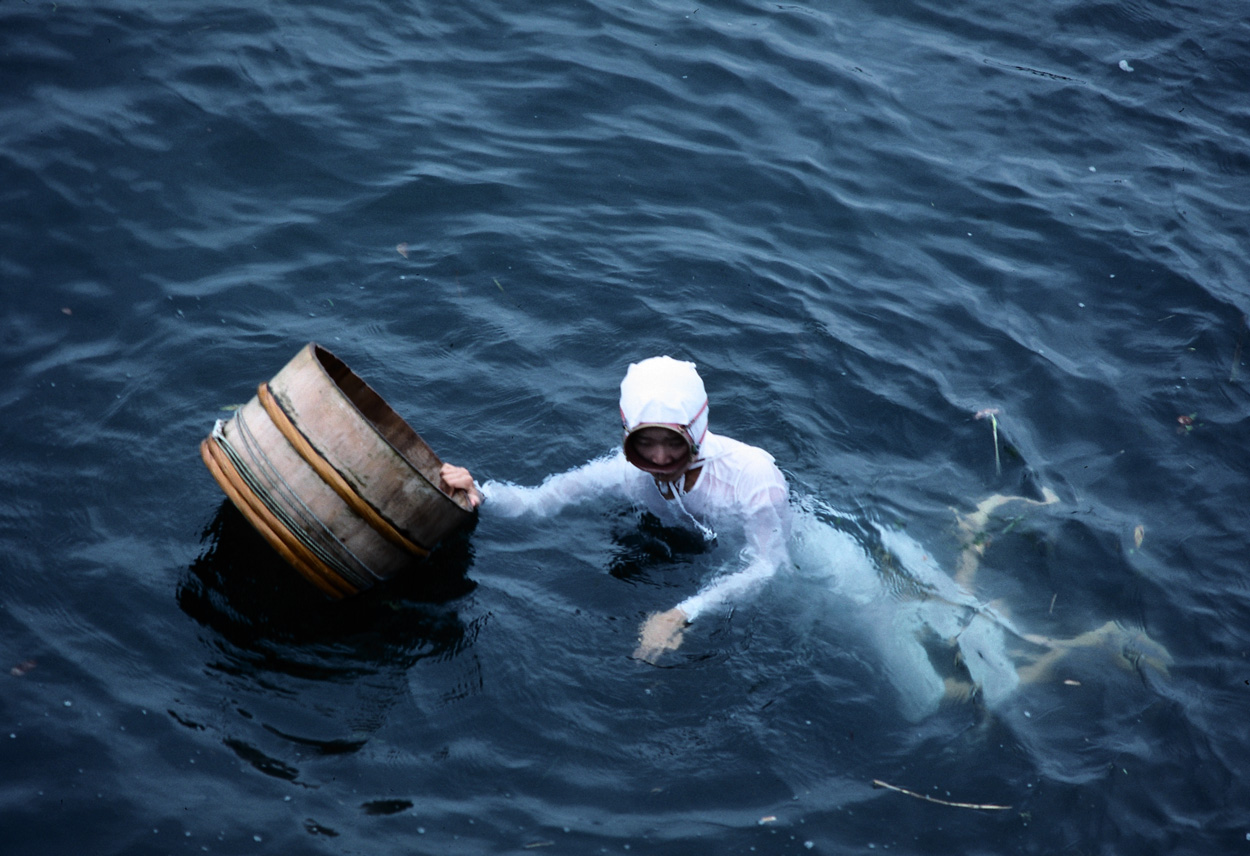
Традиционные ныряльщицы Японии Ама

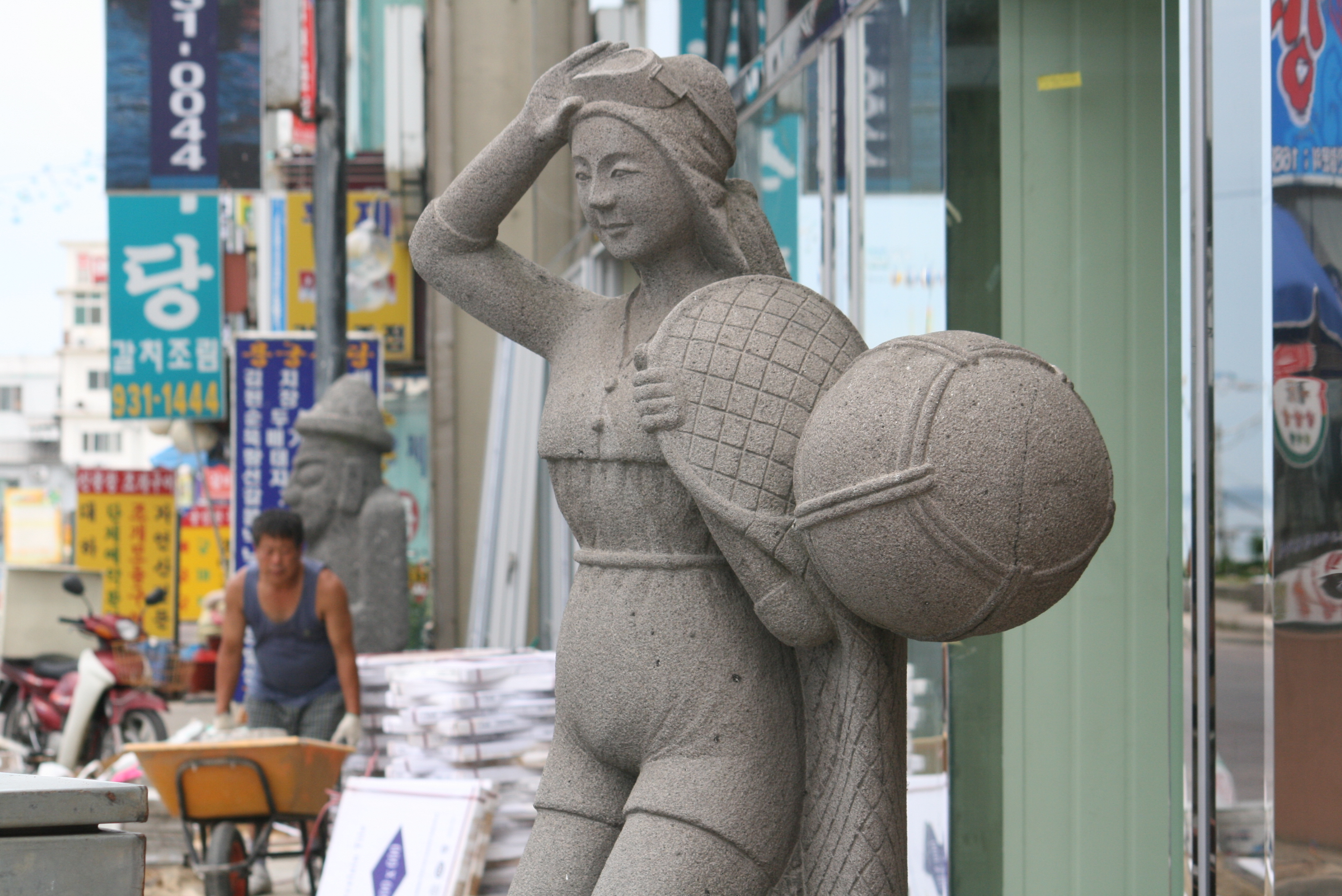
Скульптура традиционных ныряльщиц Кореи Хэнё

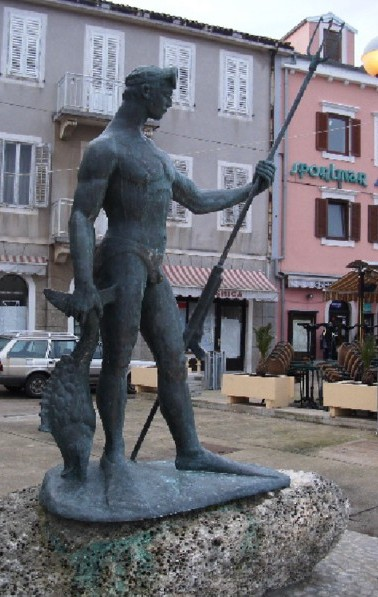
Памятник подводному рыбаку в Хорватии

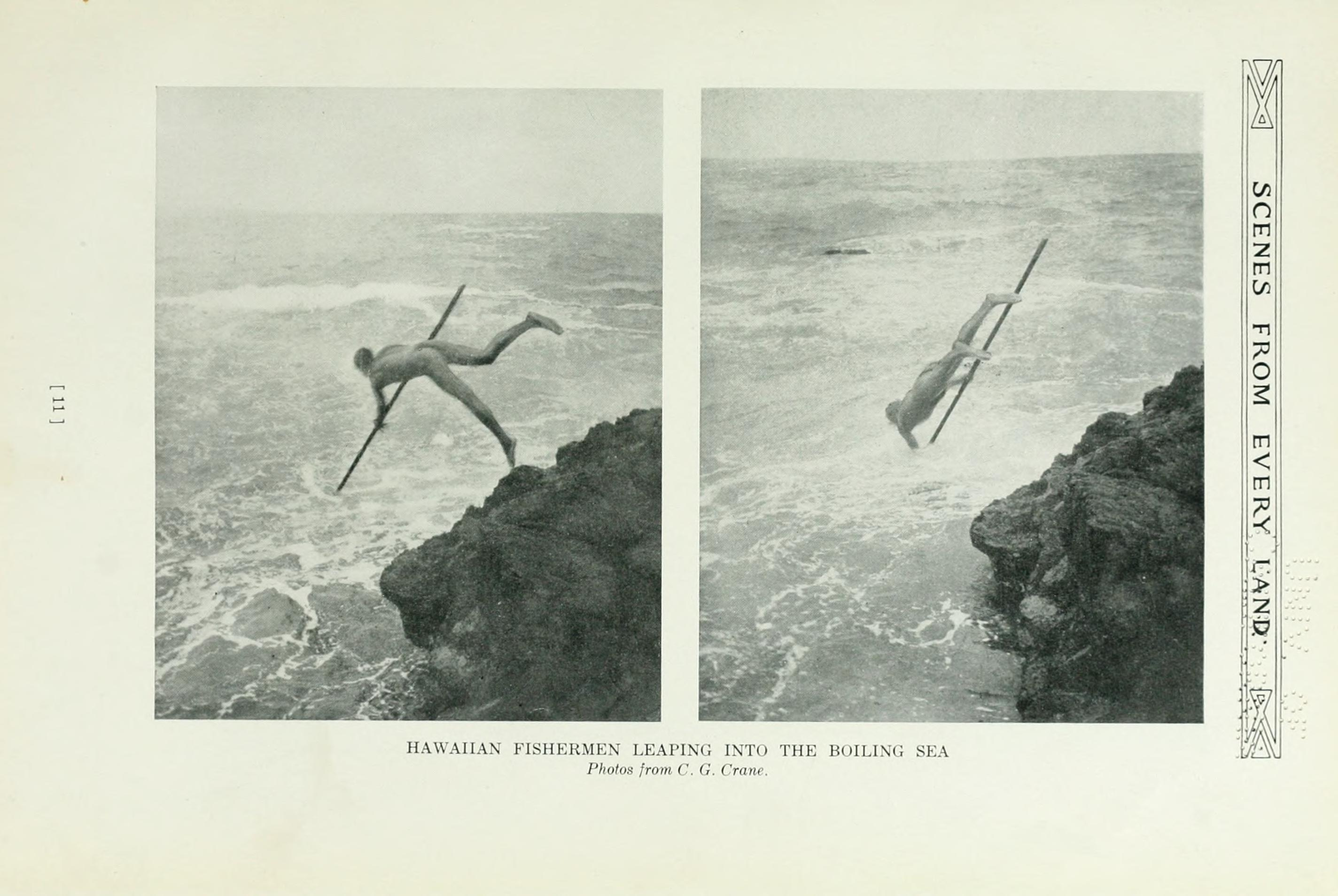
Гавайский ныряльщик, 1909 год.

Подводная охота (подводная рыбалка) — способ осуществления любительского рыболовства, основанный на добыче водных биоресурсов (рыб) индивидуальными орудиями немассового лова — руками, гарпунами, гарпунными подводными ружьями, включающий поиск, обнаружение, преследование (либо подкараулирование, либо приманивание) и лов рыбы в условиях свободного перемещения подводного охотника и объекта лова в водной среде. Часто встречается жаргонное сокращённое название подводного охотника — «подвох».
Ныряние на задержке дыхания с целью поимки рыб и прочих подводных обитателей практиковалось с античных времён в различных культурах от Средиземноморья до Азии. Так от древней Греции до Кореи и Японии ныряльщики добывали под водой губку, различных моллюсков, водоросли и рыб, о чём недвусмысленно свидетельствует даже образ греческого бога подводного мира Посейдона с трезубцем. Современная подводная охота — вид спорта, культивируемый во многих странах мира.
Для многих в мире подводная охота синоним sustainable eating, что можно вольно перевести как «экологичное питание» то есть осознанное потребление пищи с заботой об окружающей среде, что особенно актуально при массовом падении качества продаваемой в магазинах рыбы. Эта концепция базируется на трёх простых постулатах: есть то, что добываешь самостоятельно; добывать не больше, чем можешь съесть; охотиться рачительно, уважая природу. Однако добыча рыб под водой на задержке дыхания ограничена массой естественных факторов и очень энергозатратна для человеческого организма. В частности, «подводник № 1» Жак-Ив Кусто вспоминал, что в период второй мировой войны они с приятелями пытались добывать под водой рыбу, однако употребление пойманной рыбы не могло даже полностью компенсировать потраченную энергию на её поимку при нырянии на задержке дыхания.

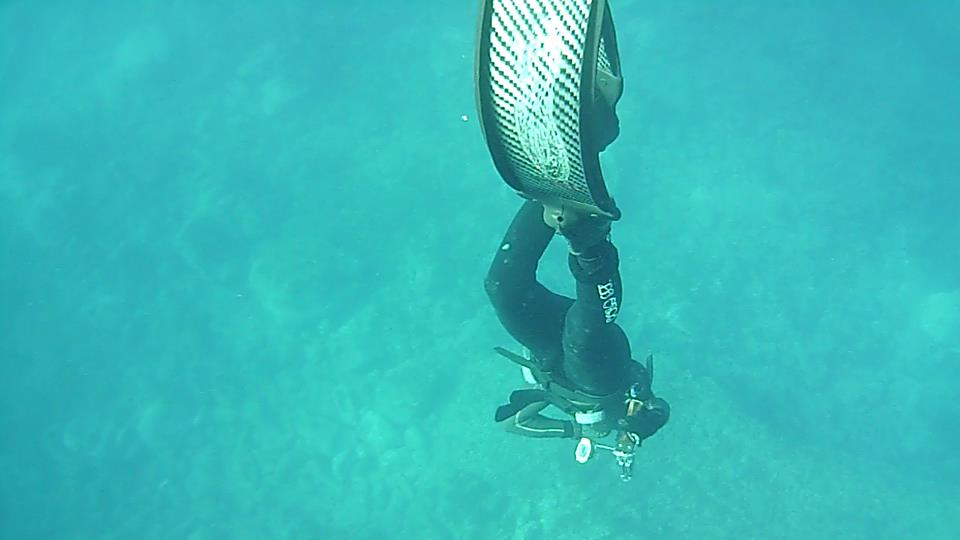
Современный ныряльщик уходит в глубину в поисках рыбы

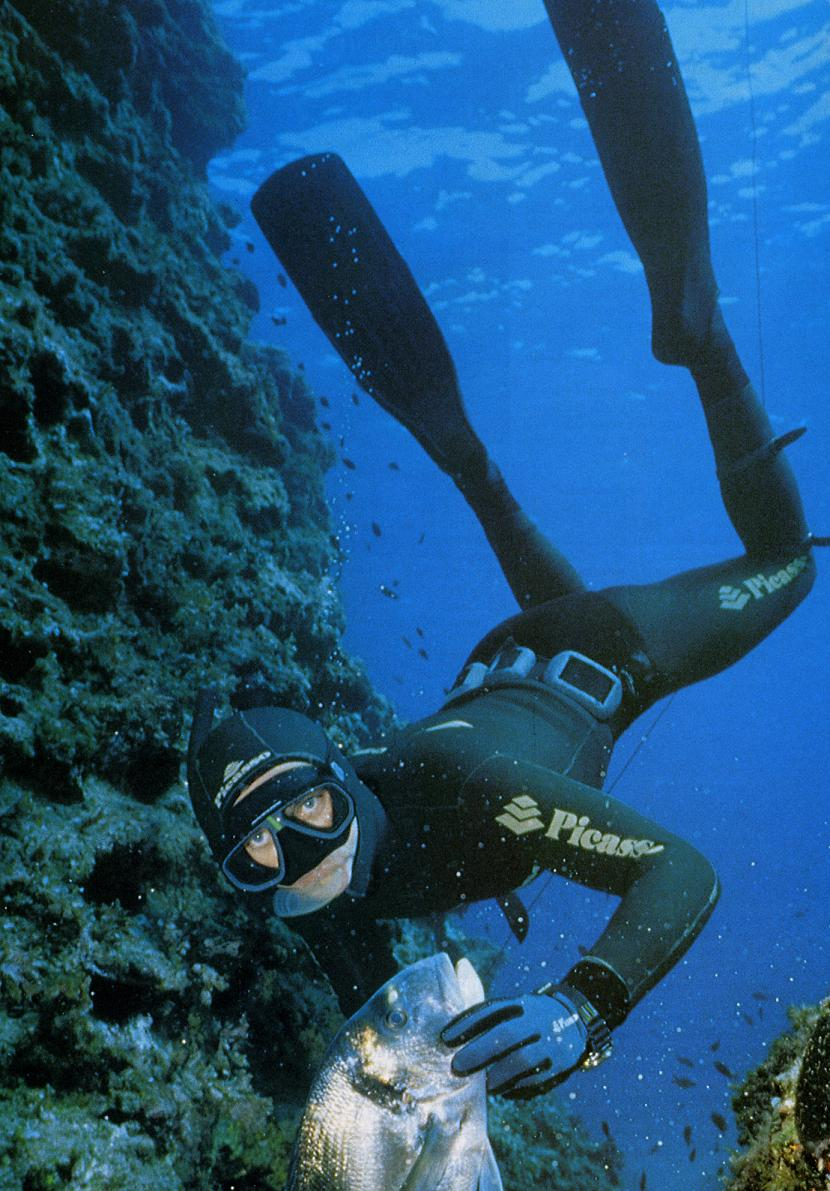
Типичный улов испанского ныряльщика

Подводная охота обычно проводится с подводным ружьём или пикой (слингом), аккумулирующими мышечную энергию спортсмена.
Основные разновидности подводных ружей: пневматическое подводное ружьё (жаргонное сокращение «пневмат») и арбалет.
В пневматическом подводном ружье выстрел производится за счёт закачанного сжатого воздуха.
Арбалет стреляет при помощи резиновых тяжей.
В бывшем СССР наибольшее развитие получила на Украине, в России, Белоруссии и Казахстане, в которых в совокупности количество любителей подводной охоты доходит до 500 тыс. (в РФ из них по разным данным от 150 до 300 тыс.), насчитывается до трех сотен клубов и группы в социальных сетях, более сотни интернет-ресурсов.
Очень интересный, динамичный и захватывающий вид спорта, требующий отличной физической подготовленности спортсмена. Человек находится в водной среде, на глубине, имея только запас кислорода в крови (в связанном с гемоглобином состоянии) и лёгких. Спортсмен должен знать повадки рыб, места их обитания, эффективные способы их добычи применительно к водоёму, времени года, суток, погодных условий и так далее. Подводная охота может проходить как в прибрежной полосе, так и на значительных глубинах. Некоторые подводные охотники могут охотиться на глубинах в 30—50 метров. Как правило, задержка дыхания в статическом состоянии (статическое апноэ) на поверхности у них превышает 5 минут.
Очень важна и эстетическая составляющая самого процесса охоты. Человеку открываются новые страницы из жизни моря, его обитателей, духовно обогащая вдумчивого созерцателя.

## Федерации любителей подводной рыбалки и спортсменов на постсоветском пространстве
- Всемирная конфедерация подводной деятельности CMAS[12]
- Белорусская федерация подводного спорта[13]
- Федерация Подводной Активности Республики Молдова
- Федерация подводного спорта и подводной деятельности Украины (ФПСПДУ)[14]
- Комитет подводной охоты, стрельбы по мишеням и фридайвинга Украины[15]
- Российская федерация подводного рыболовства (РФПР)[16]
- Федерация подводного спорта России[17]
- Конфедерация подводной деятельности России (КПДР)[18]
- Ассоциация подводной деятельности Крыма и Севастополя[19]
- Федерация подводного плавания Эстонии
- Федерация подводного плавания Латвии
- Федерация Подводного Рыболовства Республики Казахстан (ФПРРК)[20]

Примечание: помимо национальных, существует множество региональных федераций любителей подводной рыбалки, например «Запорожская областная федерация подводной охоты, дайвинга и рыбалки», «Федерация подводной охоты Санкт-Петербурга и Ленинградской области», «Херсонская федерация подводной деятельности и спорта» и т. д..

## Оздоровительный эффект и медицинские показания к занятиям
- Прежде всего, это именно плавание, которое очень помогает иммунитету и укрепляет его. Закаливание.
- Разгрузка позвоночника — создание благоприятных физиологических условий для позвоночника и восстановление правильного положения тела, формирование правильной осанки, улучшение координации движений и увеличение силы и тонуса мышц. Также следует отметить, что во время плавания дополнительно работает совсем другая группа мышц, которые не задействованы при пребывании на берегу. Примечание: при использовании толстых гидрокостюмов и, соответственно, грузов большого веса следует их распределять равномерно по телу ныряльщика — различные разгрузки на спину или интегрированные в гидрокостюм грузовые системы и ножные груза в дополнение к грузовому поясу.
- Улучшение функции сердечно-сосудистой системы.
- Улучшение функции дыхательной системы. Например, после 2-3 дневных заплывов происходит очищение лёгких — иногда, достаточно только отбросить трубку для дыхания и открыть рот, чтобы вышел сгусток слизи, который накопился в лёгких за предыдущий период. При строгом следовании рекомендациям врачей оказывает благотворное влияние при заболеваниях астмой, повышая жизненный комфорт. При повышении давления, при постоянных нырках прочищаются также пазухи носа.
- Но самое главное, это сам процесс, удовольствие от которого даёт эмоциональную разрядку и профилактику психологической перегрузки.[9][10][11][24][25][26]

## Медицинские противопоказания
- Заболевания лорорганов (непроходимость евстрахиевых труб, перфорация барабанной перепонки, отиты среднего уха, фронтиты и гаймориты и др.). Во время ныряния на глубину существует разница давления между давлением под водой и давлением в полости среднего уха. Открывая евстахиевые трубы, подводник выравнивает[27][28] это давление для того, чтобы не произошла баротравма. Баротравмы более вероятны при наибольших перепадах давления, то есть при глубоких и сверхглубоких нырках, поэтому более подробно описаны в разделе «Основные риски и травмы при занятиях фридайвингом». Ещё один относительный барьер — тонзиллит. В данном случае многое зависит от его формы протекания. И «добро» или «запрет» на плавание в этом случае может дать только высокопрофессиональный ЛОР-врач.
- Болезни сердечно-сосудистой системы (из-за возможных осложнений, при которых нужна экстренная помощь врача). А если вы находитесь за сотни км от больницы, то помощи ждать практически неоткуда: инфаркт миокарда, стенокардия покоя, повышение артериального давления, болезнь Рейно, облитерирующий эндартериит, пороки сердца, ревматизм в стадии обострения и др.
- Заболевания центральной нервной системы а также психические заболевания (которые могут вызвать внезапную потерю сознания). При нахождении на воде или под водой это почти 100 % смертельно.
- Остеомиелит, открытые раны, фурункулёз, кожные и венерические заболевания.
- Высокая температура тела и расстройства функции желудочно-кишечного тракта.
- Туберкулёз в активной форме и др.
- Пиелонефрит, острый цистит и др.
- Сильное утомление и переутомление.[9][10][11][25][26]

## Снаряжение охотника
- Подводное ружьё или пика
- Гарпун с наконечником и линём
- Катушка и компенсатор для ружья

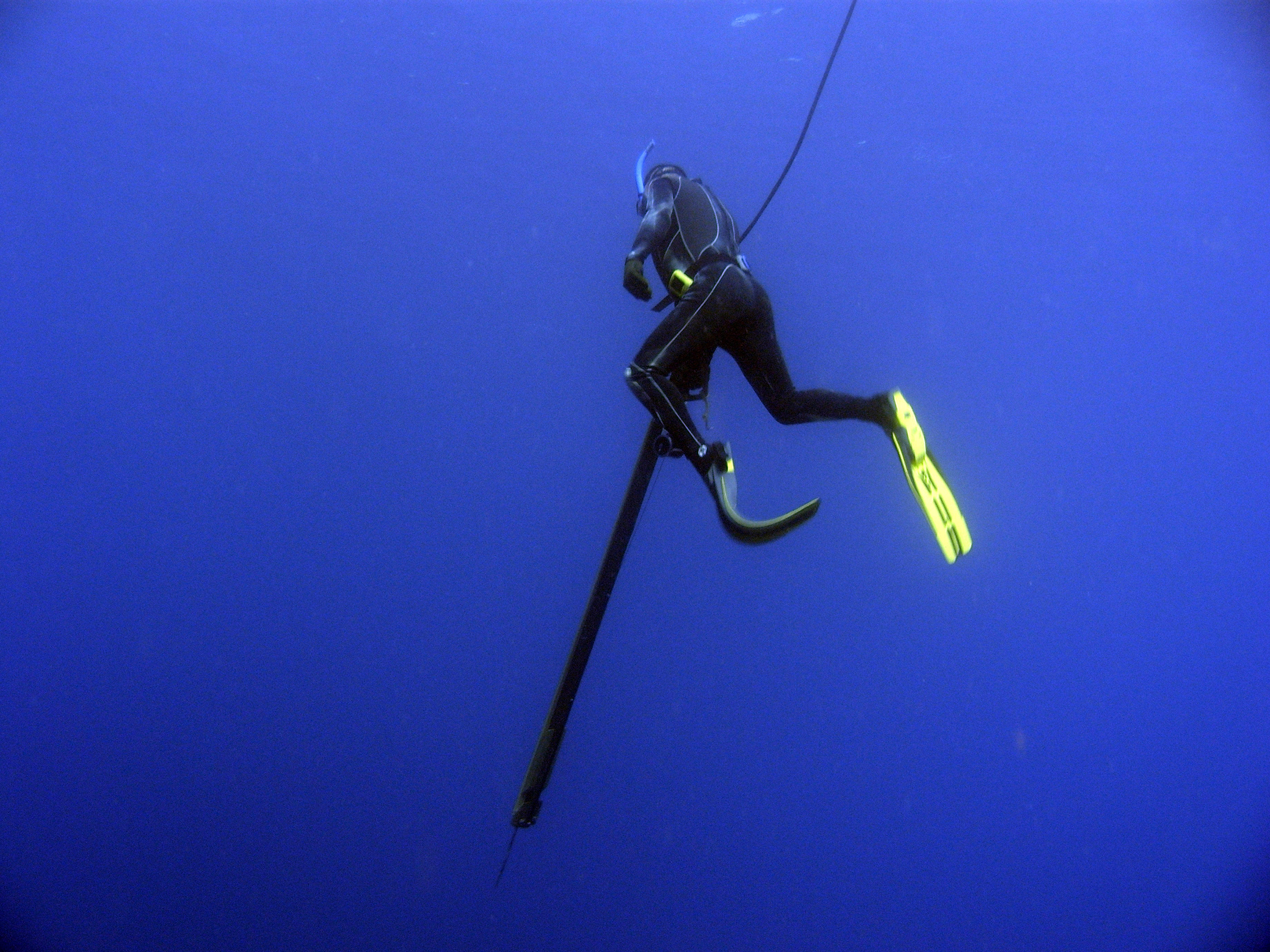
Выжидание выхода рыбы на нырке в толще воды с арбалетом, оснащённым несколькими латексными тяжами для повышения дальности полёта гарпуна

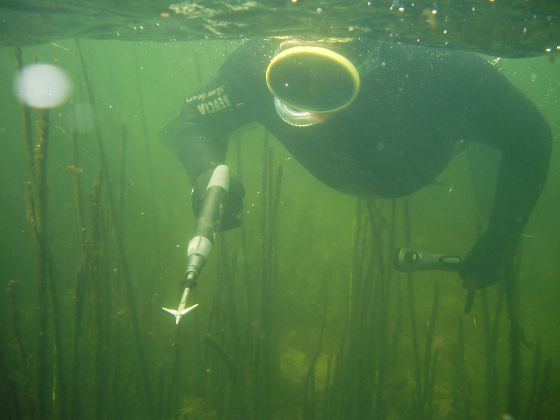
Метод активного поиска в пресных водоёмах Прибалтики c пневматическим ружьём

- Заряжалка, для пневматического ружья
- Ласты
- Маска
- Трубка
- Гидрокостюм
- Пояс с грузами
- Перчатки
- Носки
- Боты, в случае, если это дайверские ласты с регулируемой пяткой
- Шлем (если гидрокостюм не имеет вклеенного шлема)
- Глубиномер и часы или компьютер, совмещающий обе эти функции. Не обязателен.
- Компас
- Подводный нож
- Буй
- Кукан
- Фонари
- Питомза (сетка) для сбора ракообразных

## Тактика рекреационной подводной рыбалки

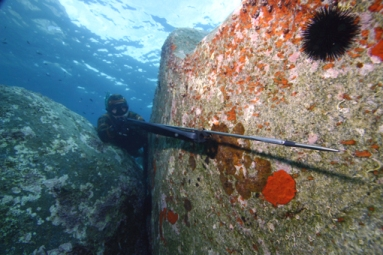
Лёжка с использованием рельефа для маскировки

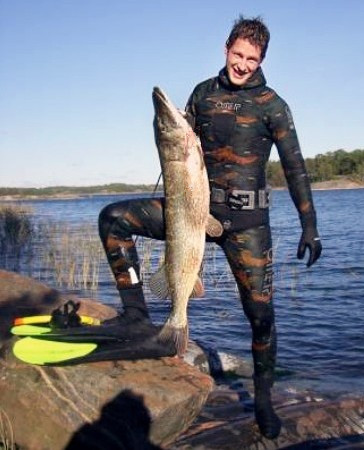
Удачное завершение подводной охоты «гнездовым» методом в зарослях водной растительности в Финляндии

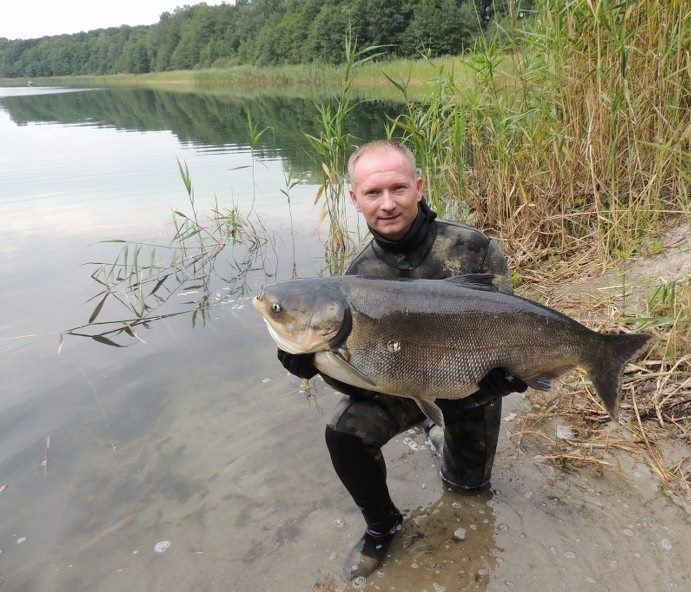
Пресноводный представитель пелагических видов рыб-толстолобик добытый в Польше методом лёжки

Несмотря на то, что в отличие от рыбалки с лодки, с берега и со льда подводная охота может проходить только в открытой воде (где вне зависимости от времени года нет кислородного голодания и рыба активна), тактика подводной охоты весьма разнообразна и её описание требует формата книг. Часто используются лишь методы активного поиска и лёжка.
Активный поиск в открытой воде предполагает активное ныряние и осмотр подводного пространства с целью поиска рыб в местах их обитания. Тактика подводной охоты в камыше и густой растительности существенно отличается от открытой воды. Один из методов «гнездовой», когда ныряльщик в шахматном порядке ныряет до дна и осматривает просвет между дном и водной растительностью.
Лёжка происходит на задержке дыхания и может проходить как при маскировке ныряльщика, с использованием особенностей подводного рельефа, так и без маскировки. При лёжке часто осуществляется поиск рыбы «на просвет» или ожидается подход рыбы на расстояние выстрела. К одному из вариантов лёжки можно отнести охоту в толще воды на пелагические виды рыб. Как правило, практикуется в морях и океанах, когда дно находится вне досягаемости ныряльщика. Как правило, ныряльщик на определённой глубине у троса ждёт подхода рыбы к так называемому «флешеру», состоящему из различных, привлекающих рыбу, блестящих имитаций её естественных источников пищи.

## Локализация рекреационной подводной рыбалки

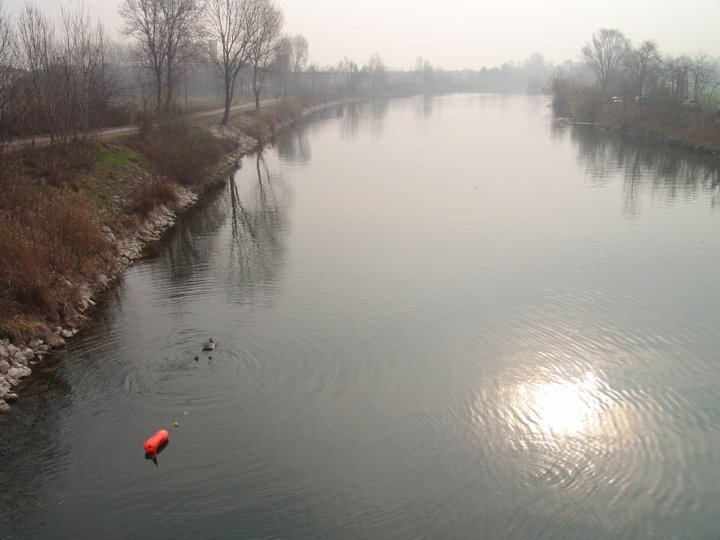
Подводная охота на пресноводного сома в Италии зимой

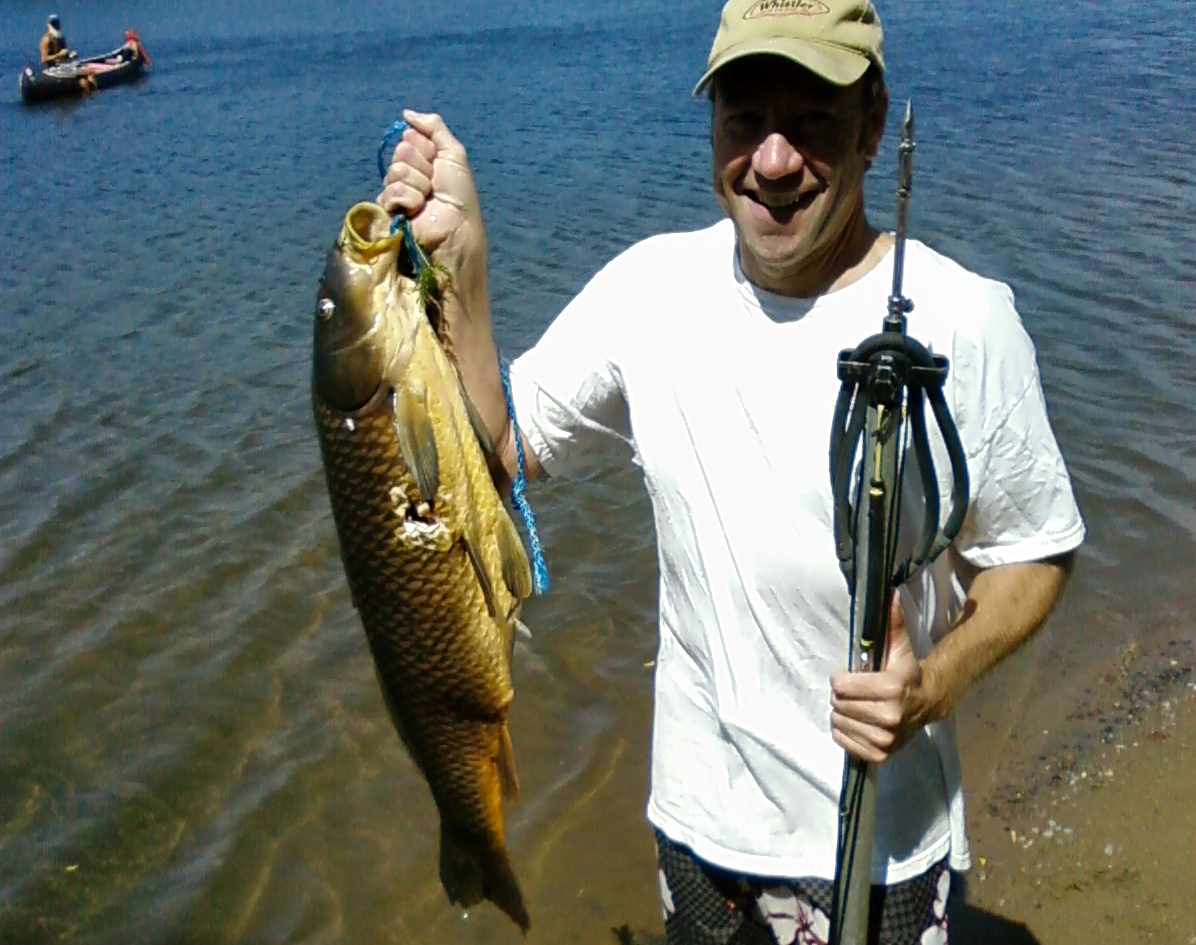
Сазан, добытый под водой в Миннесоте, США

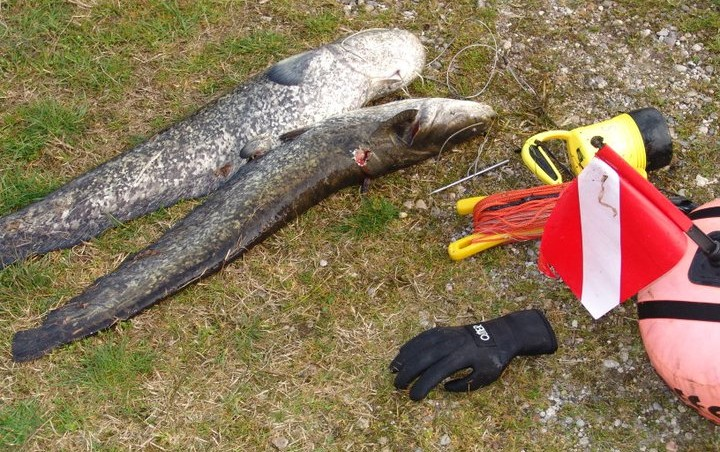
Сомы, добытые на нырке в Италии

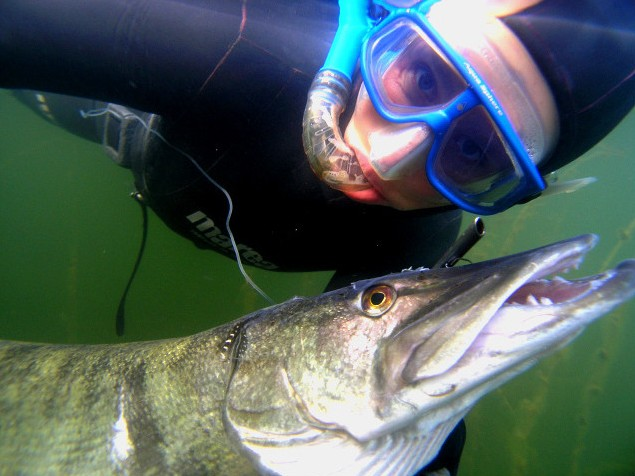
Щука, добытая в Финляндии

В силу гидрографических особенностей, в отличие от прибрежных стран, где подводная охота — это преимущественно морская охота, в континентальных странах США, бывшем СССР, Бразилии, Польше, Аргентине, Канаде и т. д. — это озёрная, речная и морская охота. Пресноводная подводная рыбалка получила наибольшее распространение на Великих озёрах в США, Квебеке, крупных речных системах Южной Америки, Калифорнии и т. д..
В таких прибрежных странах как Новая Зеландия и Италия, несмотря на близость расположения морских акваторий практически от любых городов страны, наряду с морской подводной охотой широко практикуется и пресноводная, в особенности на озёрах северо-востока Италии. Аналогично, несмотря на близость морских акваторий, лов пресноводных рыб под водой получил распространение в Финляндии, государствах на территории бывшей Югославии, странах Прибалтики. В Польше, на Украине, в Белоруссии, России и Казахстане наибольшее распространение получила именно пресноводная подводная охота в силу широкой сети рек и озёр и удалённости морских акваторий от мест постоянного проживания большей части населения.

## Правила безопасности на подводной охоте
- Брать с собой специальный подводный нож на случай зацепа за сеть, перемёт, порядок и т. д. Всемирно известный подводник Жак-Ив Кусто сказал «нож вам может не понадобиться 1000 раз, но на 1001-й он спасёт вам жизнь». Нож должен доставаться легко любой рукой, поэтому приоритетное место крепления ножа — на груди.
- Заряжать ружьё только в воде, при выходе из воды обязательно разряжать, так как конструкция многих подводных ружей предполагает безопасную эксплуатацию только в воде, использование на воздухе может привести к поломке и травмам. Никогда не направлять в сторону людей независимо от наличия и положения предохранителя. Стрелять только по чётко видимой цели, при стрельбе в водной растительности быть уверенным в отсутствии людей с противоположенной стороны заросшего участка. Вблизи поверхности не стрелять из-под воды вверх, так как при вылете гарпуна на воздух линь, если не порвётся, то спружинит обратно и гарпун может попасть в стрелявшего.
- Крайне опасно нырять в муть менее метра прозрачности, так как можно не заметить опасные предметы под водой и заплыть в сеть, перемёт, порядок, подводный завал со сложным выходом и т. д. а выпутаться при малой видимости сложнее и требует больше времени, что может быть критично при нырянии на задержке дыхания. Более того, мутная вода может не соответствовать санитарно-гигиеническим нормам, так как в ней могут быть опасные загрязнения. В первую очередь различные паразиты и инфекции: кишечные палочки, вызывающие различные расстройства вплоть до брюшнотифозных бактерий, холеры, стафилококков, стрептококков и т. п. В водоёмах с проточной холодной водой бактерий, как правило, меньше, в стоячих тёплых водоёмах больше.
- Не нырять у льда ближе, чем ваш максимальный нырок с учётом течения. Если плывут даже редкие мелкие льдины, то нырять нельзя, так как не все они могут быть мелкие, если закраины более 3—4 метров, то нырять категорически нельзя, так как может занести под закраину и можно не найти верного направления в сторону открытой воды.
- Не перегружаться, уменьшать груз при нырянии на глубину: у дна плавучесть должна быть нейтральной, на поверхности — положительной (расположение грузов должно обеспечивать положение тела лицом вверх при отсутствии движений пловца[44]).
- После принятия алкоголя ныряние — это неоправданно высокий риск жизнью.
- Использовать специальный буй при нырянии в местах вероятного прохода катеров. Буй безопаснее заякоривать. Привязывать верёвку от буя к себе рискованно, так как верёвка при нырянии может зацепиться на дне, помешав всплытию. Находясь под водой, стоит прислушиваться к звуку лодочных моторов, так как звук под водой по прямой распространяется достаточно далеко. Стоит понимать, что звук одного катера может заглушать второй, и не терять бдительности.
- Желательно не привязывать к себе различные элементы снаряжения, которые могут зацепиться за что-то под водой, помешав всплытию. В частности не набрасывать затягивающиеся петли на запястья от фонарей, линь от гарпуна в попытке вытащить застрявший гарпун, кукан аналогично лучше прицепить к бую, лодке, ветке и т. п.
- В различные завалы из коряг заплывать только против течения, чтобы течение выталкивало ныряльщика из завала, а не затягивало. Тогда просто перестать грести будет достаточно, чтобы пловца вытолкнуло течением из завала. Более того, перед тем как залезть в завал, нужно первоначально его осмотреть и продумать, как из него выбираться.
- Повышенное волнение (в особенности пологие океанские волны — так называемый «накат») представляет наибольшую опасность при плавании рядом со скальным рельефом, так как пловца может ударить о поверхность скал/рифов или ранить о растущие на поверхности острые ракушки, такие как мидии и т. п. В данном случае использование защитного тканевого или тонкого неопренового (дублированного тканью с внешней стороны) гидрокостюма может предотвратить или существенно уменьшить степень повреждений пловца.
- Подводные течения, в частности приливные/отливные, могут достигать скорости непреодолимой для пловца в ластах. Особую опасность представляют нисходящие течения (возникающие, как правило, в местах с резкими перепадами глубин), затрудняющие всплытие к поверхности воды, тем самым повышая опасность блекаута.
- Азарт увлечения долгими и сверхдолгими задержками дыхания может привести к неожиданной для пловца потере сознания[45][46]. Отсюда вывод: ни при каких условиях не доводить время пребывания под водой до предельных для вас величин. И после продолжительного нырка время пребывания и отдыха на поверхности должно быть минимум вдвое больше, чем то, что вы провели под водой.

Примечание: естественно под водой возможны и нестандартные ситуации, но всё же практика показывает, что подавляющее большинство трагедий случаются в результате нарушения общеизвестных правил безопасности.

## Мероприятия и акции, проводимые организациями любителей подводной охоты (подводной рыбалки)

Женские соревнования по подводной охоте середины XX века с характерным снаряжением: самодельные буйки из автомобильных камер, овальные моностекольные маски с большим подмасочным пространством, металлические изогнутые трубки, резиновые ласты с низким КПД и т. д.

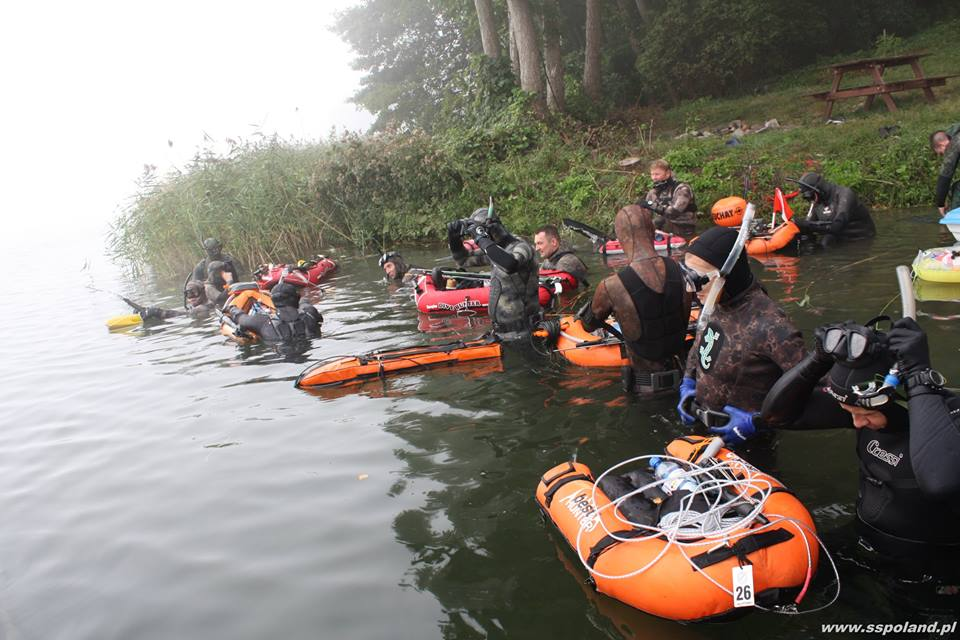
Соревнования по подводной охоте в озёрах Польши в XXI веке. Сравнение с XX веком позволяет проследить эволюцию экипировки любителей рекреационной подводной рыбалки.

- Проведение региональных, национальных (с формированием сборных) и международных соревнований[30][50], из века в век неизменно привлекающих участников вне зависимости от пола и возраста. Регулярные Чемпионаты Европы и Мира по подводной охоте проводятся с 1950-х годов, а в ряде случаев они являются частью Общемировых Рыболовных Чемпионатов (например в Португалии в 2006 г. и т. д.). На данный момент максимальное достижение спортсменов-подводных рыбаков бывшего СССР 4-е место в личном зачёте на XXVIII чемпионате мира 2012г в Испании украинца Андрея Лагутина и 6-е место в личном зачёте россиянина Валерия Горохова на XXIX Евро-Африканском чемпионате по подводной рыбалке в Финляндии в 2013 г. В 2016 м году чемпионат мира по подводной рыбалке проводился с 15 по 19 сентября в Греции на острове Сирос, где сборные команды Украины и РФ заняли 10 и 19 места[12].
- Организация любительских фестивалей[43][51] и выставок[52][53][54], целью которых является оздоровительный отдых населения, приобщение к здоровому образу жизни.
- Акции по подводной очистке водоёмов, как от различного мусора, так и от брошенных браконьерских орудий лова, запутавшихся на дне и годами губящих обитателей водоёмов[55]. Стоит отметить, что извлечение из воды различных деревянных предметов (ветки и стволы деревьев и др.) может нанести ущерб, так как они служат: местом для нереста рыб; поверхностью для откладывания икры многих подводных обитателей (они ведь не станут откладывать икру на ил); укрытием для только что появившихся, и уже подросших мальков; местом для обрастания водорослями и моллюсками, служащими кормом для рыб и их потомства.
- Акции по зарыблению водоёмов видами рыб, рекомендованными ихтиологами и сотрудниками рыбоохраны[56]. Как правило, проводятся в водохранилищах, не являющихся естественными водоёмами (нерестилища бывшей реки заиливаются, плотины мешают проходить рыбе на нерест, нарушая естественные миграции, течение слабое и масса удобрений стекает с полей и т. д., поэтому мелководья зарастают водорослями и заболачиваются). Запускаемая травоядная молодь препятствует заболачиванию мелководий. Поедание водной растительности способствует сокращению популяции комаров, не давая им размножаться[57]. Примечание: по сведениям подводных федераций и клубов на постсоветском пространстве ежегодно проводятся десятки рейтинговых соревнований и сотни любительских фестивалей, акций по очистке и зарыблению водоёмов, которые широко освещаются в СМИ и сети интернет.

## Подводная охота и наука
Ещё в 1950-х годах в журнале «Рыболов-спортсмен» (№ 7 за 1957 год) С. Дашкевич и Ю. Карпеченко отмечали, что «подводная охота имеет большое значение и с научной точки зрения. Как показывает опыт, ихтиологи пользуются сведениями подводных охотников и вносят значительные коррективы в свои труды. Таким образом, помимо чисто спортивного интереса, подводная охота является также весьма важной и в деле изучения жизни рыб…» И на данный момент сведения, собираемые огромным количеством любителей подводной рыбалки, служат ихтиологам в качестве данных для научных исследований и используются экологическими службами, так как подводный охотник, как никто другой, видит происходящее с популяциями рыб в среде их обитания.

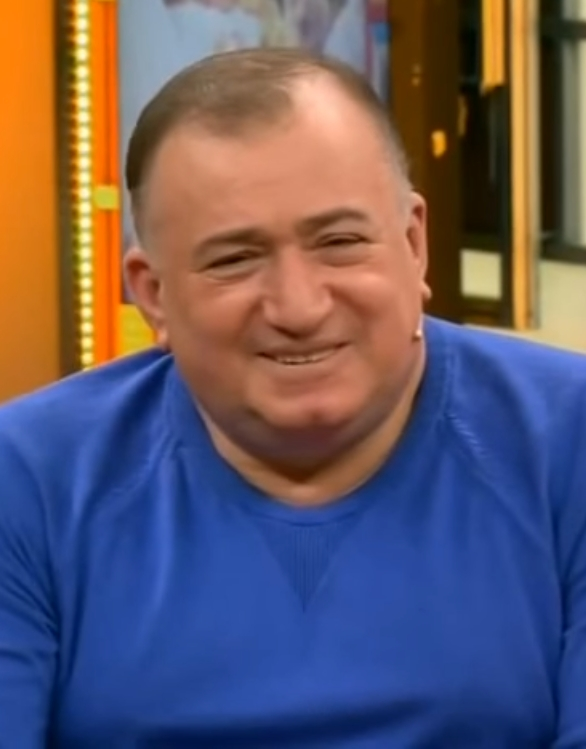
В г. Рыбинске проводятся соревнования по различным видам подводного спорта имени наиболее титулованного советского ныряльщика Шаварша Карапетяна

## Подводная охота иДОСААФ
Подводная охота в СССР не была самостоятельный видом спорта, входила в Спортивную Подводную Стрельбу, наряду с подводной стрельбой и стрельбой из малокалиберного пистолета при ДОСААФ СССР. Любителей рекреационной подводной рыбалки насчитывается несколько сотен тысяч человек, то есть сотни тысяч людей, обладающих навыками выполнения различных задач в воде в любое время года и суток. В СССР одним из подобных примеров было спасение людей с глубины 10 метров ныряльщиком на задержке дыхания Шаваршем Карапетяном в 1976 г., который случайно оказался рядом, совершая утреннюю пробежку.

## Ихтиологические особенности подводной рыбалки, в сравнении с рыбалкой с лодки со льда или с берега
- Добыча водных биоресурсов под водой является высоко избирательным[1][4][6] способом рыбалки (что послужило одной из причин включения культуры Ама/Хэнё в нематериальное культурное наследие ЮНЕСКО), так как ныряльщик видит рыбу перед поимкой и в состоянии сделать выбор — взять данную особь или «отпустить», просто проплыв мимо (например, если это краснокнижный вид, особь не достигла разрешённого к вылову размера, вообще не нужен этот вид рыбы или будет превышена норма вылова), не причинив никаких повреждений, в отличие от принципа «поймал—отпусти»[60][61].
- Ныряльщик, вылавливая одну рыбу, не причиняет вреда остальным, в отличие от таких способов лова, как багрение «каркалыгой», на «порядки», электроудочкой или с использованием взрывчатки, когда на одну пойманную рыбу приходится масса загубленных…
- По рекомендации ихтиологов в законы и правила добычи водных биоресурсов введены минимальные[1][62][63] разрешённые к вылову размеры, так как рыба должна иметь возможность вырасти и отнереститься как минимум 2—3 раза для продолжения рода, в то время как качество икры старых крупных особей снижается. Ловля рыб под водой, в большей степени, ориентирована на крупных особей[64], то есть проходит в соответствии с правилами рыболовства, в то время как браконьерский вылов невыросшей молоди рыб наносит ущерб[65] на сотню миллионов только на одном водохранилище, складываясь в миллиарды в масштабах государств…
- Несоблюдение норм вылова[1][66][67] рыболовами-любителями приводят к браконьерскому опустошению водоёмов, в чём особенно преуспевают «бригады», работающие на продажу. Любитель рекреационной подводной охоты ставит своей основной целью оздоровительный отдых, а не промысел, где для извлечения прибыли важны килограммы добытой рыбы.
- При ловле рыб на нырке отсутствует повышающий улов этап искусственного концентрирования объектов лова посредством прикармливания.
- Использование искусственных источников подводного освещения не может полностью компенсировать отсутствие естественных источников света, что снижает как безопасность погружений, так и шансы ныряльщика на успех. Рассеянное естественное освещение не пугает рыбу, в отличие от направленного луча фонаря. Стоит отметить, что у разных видов рыб ритмы суточной активности отличаются вплоть до противоположностей (от ночных видов до дневных), поэтому в каждое время суток часть видов проявляет активность в поисках источников пищи, в то время как активность других видов снижается. Кроме того, особи одного и того же вида рыбы могут по-разному реагировать на ныряльщика (например, если молодь щуки ночью стоит и даёт до себя дотронуться, то крупная щука пуглива, как и днём).
- Выносливость человеческого организма большей части любителей рекреационной подводной охоты позволяет нырять не более нескольких часов, при этом суммарное время, проведённое непосредственно у дна в поисках рыбы, редко превышает час. В то время как непосредственное время лова с лодки, с берега или со льда в среднем в несколько раз превышает 1 час. Сети и различные ловушки могут находиться под водой постоянно, вытаскиваясь лишь для ремонта и извлечения улова.

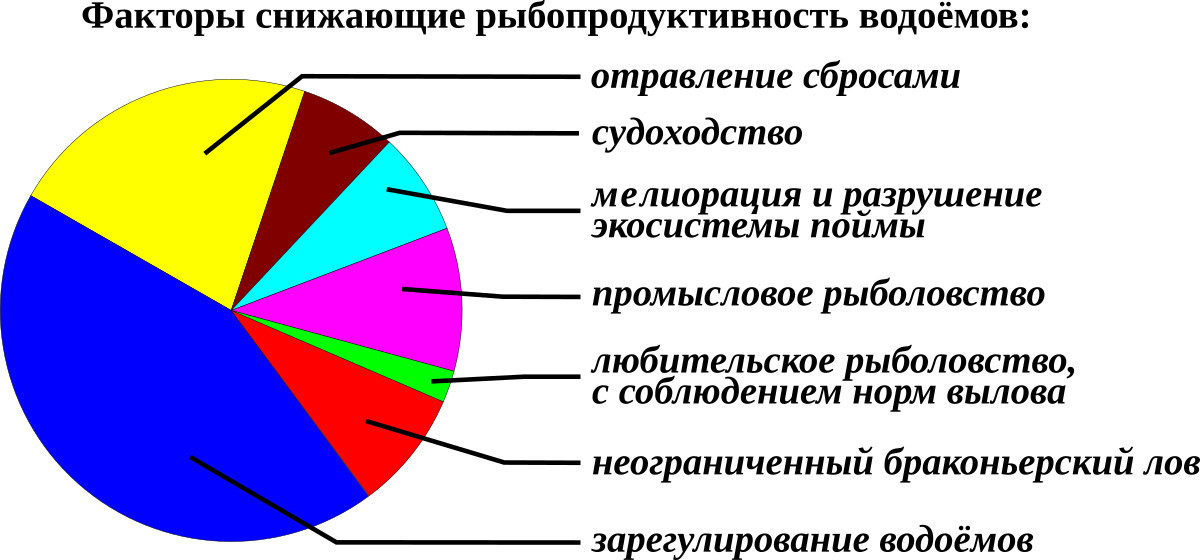
Примерно ~80 % убыли рыб приходятся на негативные антропогенные факторы, основными из которых являются: препятствия нересту на заливной пойме (эффективность которого в ~50 раз превышает эффективность нереста в русле) и падение уровня в речных системах, а также загрязнения водоёмов бытовыми и промышленными сбросами и т. д.. Оставшиеся ~20 % приходятся на вылов человеком, включая как промысел и любительское рыболовство, так и браконьерство.

- Лов рыб на нырке может проходить только на свободных ото льда акваториях, где нет кислородного голодания и рыба активна, что делает её добычу спортивной, так как рыба (в отличие от человека на задержке дыхания) находится в своей естественной среде, обладает недоступными человеку органами чувств (боковая линия, обоняние и т. д.), что даёт ей явное преимущество и требует от ныряльщика большой сноровки и удачи.
- В отличие от рыбалки с лодки, со льда или с берега ловля рыб на нырке ограничена массой факторов, таких как физическая форма ныряльщика, прозрачность воды, её летнее цветение, препятствующая плаванию и обзору густая водная растительность, ледовое покрытие, непреодолимая для пловца в ластах скорость течения горных рек, волнение, глубина, не достижимая на нырке, интенсивное судоходство в частности маломерных судов и моторных лодок, периоды паводков и половодья.[9][10][11]
- Доля любителей подводной рыбалки (среди прочих видов любительского рыболовства) на постсоветском пространстве составляет в среднем ~2 % (0.5 млн. / 25 млн.). По статистике соцсети ВКонтакте, на 25 ноября 2016 г., на основании заполненного профиля увлечений, на одного подводного охотника приходилось чуть больше 45 рыбаков. Этот показатель сильно зависит от региона. В общем случае, чем севернее территория, тем меньший там процент подводных охотников. Протоколы соревнований по различным видам любительского рыболовства на постсоветском пространстве показывают, что средний вес добытого ныряльщиками улова уступает более результативным надводным способам любительского лова[71] (не говоря о промысловых). Поэтому на долю ныряльщиков приходится не более 2 % живого веса от всей выловленной любителями в регионе рыбы (а с учётом промысла и браконьерства, наличию ледового покрытия и сильной мутностью воды в ряде регионов значительно менее 1 %).
- См. также более подробное рассмотрение роли любительского рыболовства (в частности рекреационного лова рыб под водой) среди причин сокращения популяций рыб в разделе Рыбалка.

## Регулирование подводной охоты (подводной рыбалки)

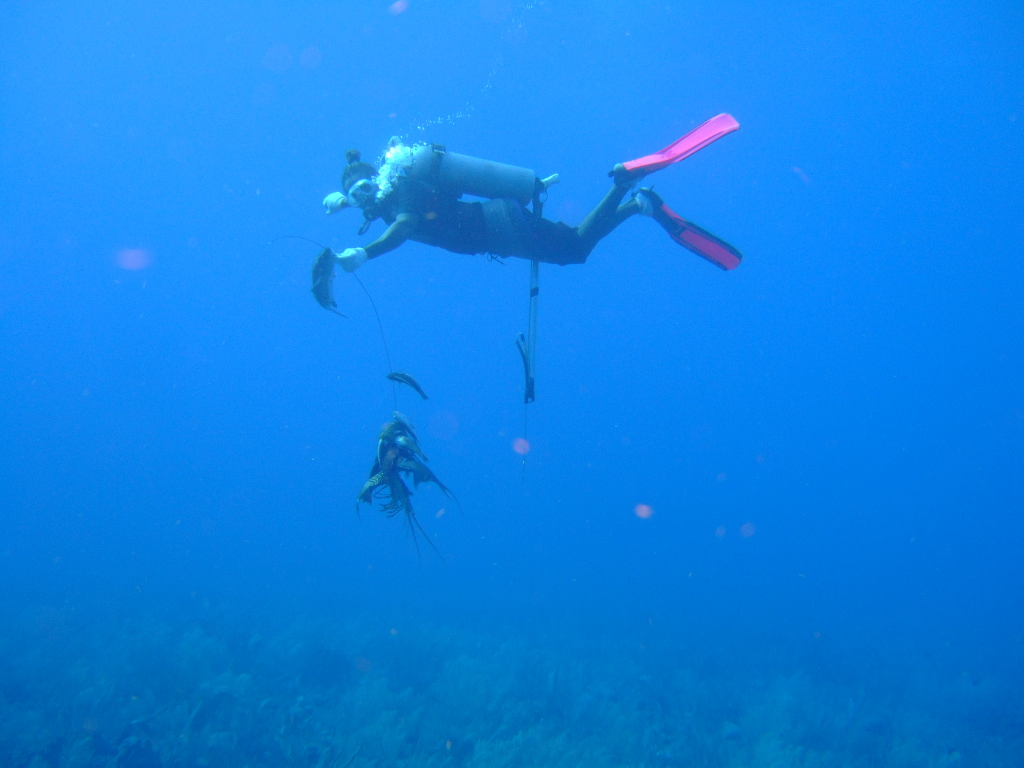
Подводная рыбалка с использованием аппаратов, позволяющих дышать под водой

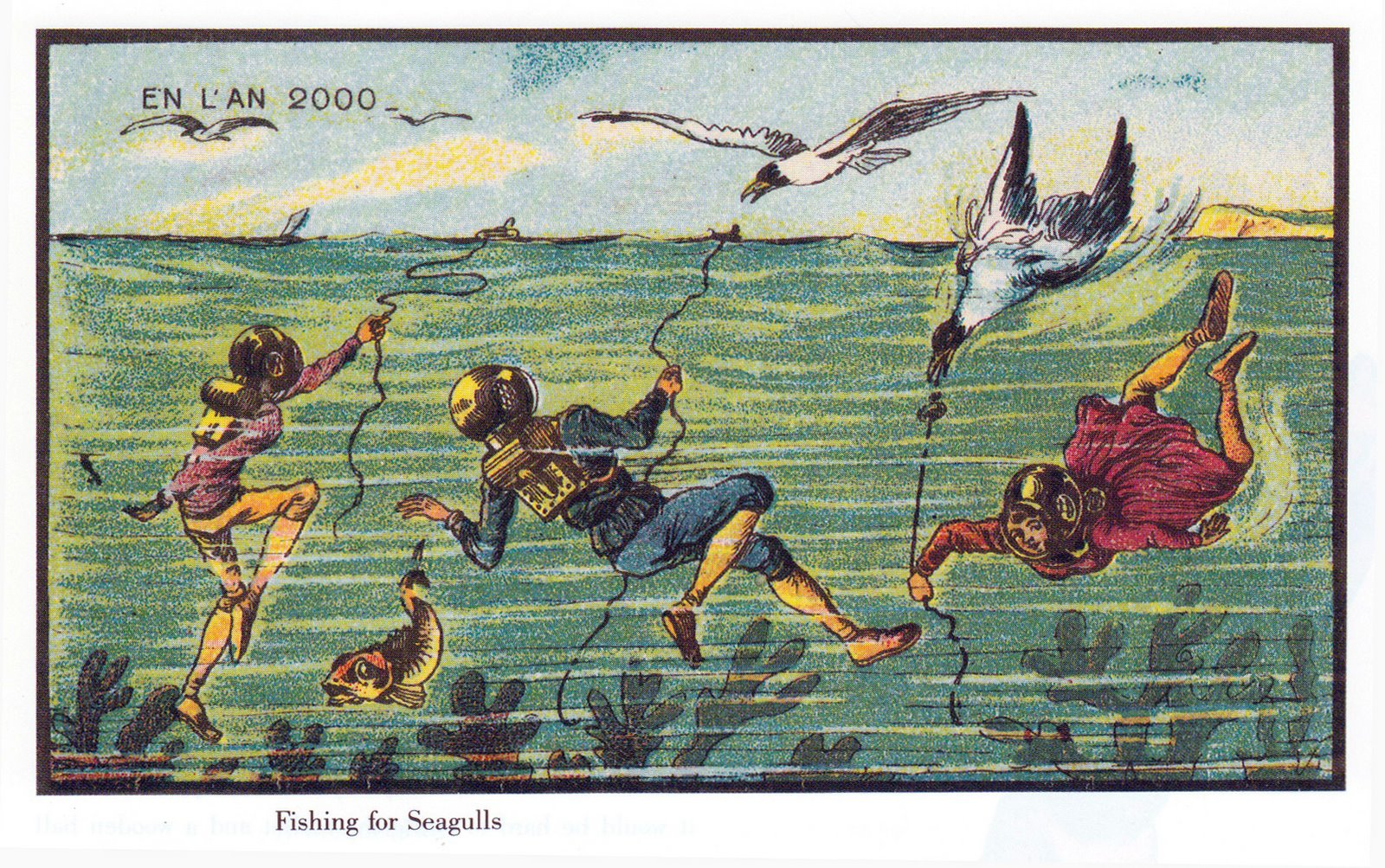
Представление французского художника 1899 года о подводной ловле в XXI веке

В большинстве стран подводная охота разрешена на задержке дыхания с соблюдением нормативов вылова, а использование дыхательных аппаратов считается браконьерством. Во многих странах все виды рекреационного рыболовства, в частности подводная рыбалка, подлежат платному лицензированию. В некоторых странах законодательство вдаётся в противоположные крайности: так в США, Квебеке, Коста-Рике, Норвегии и ряде островных государств разрешён лов рыб под водой с использованием аппаратов, позволяющих дышать под водой, в то время как в Германии и Швейцарии лов рыб под водой находится под запретом, наряду с запретом «негуманного» использования рыб в качестве «многоразовой живой игрушки» в принципе «поймал-отпусти» и запретом спиннинговой ловли в ряде «нахлыстовых» рек. Помимо этого, в Германии запрещён лов рыбы в пределах населённых пунктов, однако разрешён лов электроудочкой по лицензии. В подводных заповедниках запрещены все виды ловли рыб (в частности и подводная рыбалка), пример — заповедники в Красном море и т. д..
В СССР подводная охота на задержке дыхания считалась одним из способов любительского рыболовства, о чём свидетельствуют Правила подводной охоты в СССР, опубликованные в 1959 году. Этот основополагающий факт неоднократно фиксировался в правилах любительского рыболовства СССР и далее стран СНГ, в частности в РФ в приказе Госкомрыболовства (№ 220 от 20.06.2001 г., статья 12).
Сейчас для всех видов ловли рыбы: с лодки, с берега, на нырке и со льда действуют единые ограничения: ограничения минимального размера разрешённых к вылову рыб; запретный нерестовый период; суточные нормы вылова действуют во многих странах, действовали с советских времён и продолжают действовать в Беларуси и Украине; в РФ с 2008 года по 2016 год не действовали, однако предполагаются к возврату в соответствии с обновлённым в 2016 г. федеральным законом «о рыболовстве и сохранении водных биологических ресурсов». Во многих странах действуют годовые нормы вылова для рыболовов-любителей.
Дополнительно при осуществлении рекреационного подводного рыболовства законодательно запрещается осуществлять вылов водных биологических ресурсов в местах массового отдыха граждан и c применением пистолетов и ружей для подводной охоты над поверхностью воды (в целях безопасности), в ряде регионов в тёмное время суток c использованием осветительных приборов, c использованием аквалангов и других автономных дыхательных аппаратов. Следует отметить, что лов водоплавающей дичи (бобров, нутрий, ондатр, морских котиков, тюленей и т. д.) и водоплавающих птиц в водной среде является охотой и регулируется соответствующими положениями законодательства.